# 墨丘利岬海战
墨丘利岬海战，或称邦角海战、卡本半岛海战，是公元468年东西罗马帝国对汪达尔王国的联合远征期间的战役。

## 背景
罗马的阿非利加行省，即原本的迦太基地区，是帝国西部的赋税重地。5世纪40年代被汪达尔人占领严重削弱了西罗马的财政。
5世纪50年代，西罗马经历了一系列政治混乱。457年，马约里安成为皇帝，暂时稳定了帝国，并且发起了一系列军事行动以收复领土，其中最重要的计划就是收复阿非利加。
阿非利加突然俯身哭泣，扭曲她黝黑的脸庞。她低下额头，弄断谷穗做的王冠，饱满的谷穗成为她不幸的源泉。她这样说道：我来了，我是世界的三分之一。我不幸，因为有个人过于幸运。这个人（盖萨里克），女奴之子，当了太久的强盗。他使我们正义的主人蒙羞，多日来在我的土地上挥舞着蛮族的权杖，赶走我们的高尚文明。这个陌生人只崇尚疯狂。——希多尼乌斯·阿波利纳里斯，458年献给马约里安皇帝的赞美诗，当时马约里安已经在策划收复阿非利加
但是461年，马约里安对汪达尔的行动以失败告终。同年8月，对马约里安改革不满的西罗马全军统帅里西梅尔发动政变，废黜并杀死马约里安，拥立了傀儡皇帝利比乌斯·塞维鲁，此举立刻引发罗马的新一轮分裂，东罗马、达尔马提亚统帅马塞利努斯、高卢统帅埃吉迪乌斯均不承认里西梅尔的傀儡政权。
465年，受到汪达尔人持续劫掠和各方压力的里西梅尔选择妥协，毒死了利比乌斯·塞维鲁，接受东罗马指派新的皇帝。467年，东部皇帝利奥指派了前任东部皇帝马尔西安的女婿安特米乌斯为西部皇帝。
468年，东西罗马联合组织了一支庞大的远征军，准备收复阿非利加。
东罗马聚集了一支约1100艘船的庞大舰队，利奥的妻弟巴西利斯库斯这段时间在多瑙河流域大胜阿提拉的儿子，风头正盛，于是被任命为总指挥。利奥还指派了埃及督军埃德萨的希拉克略自陆路进攻。
西罗马方面，安特米乌斯指派达尔马提亚统帅马塞利努斯收复西西里和撒丁。

## 战斗
大约在468年6月，庞大的罗马舰队在迦太基附近的墨丘利岬或水星岬（拉丁語：Promontorium Mercurii）下锚，距离迦太基只有250视距（大约60公里）远。这是一个理想之地，因为这里夏季主要刮东风。
之后，舰队可能向部队计划的登陆点进发。但是风向一反常态，突然转为西北风。汪达尔海军立刻出动，利用有利的风向，使用火船攻击罗马舰队，让罗马舰队陷入混乱，统帅巴西利斯库斯临阵脱逃，整个远征行动因此以失败告终。
（汪达尔人）靠近后，就将拖船点燃，等风鼓起船帆，就让船驶向罗马舰队。因为舰队船只很多，这些小船碰到哪里，就在哪里燃起火来，与碰到的船只同归于尽。
……
随着火势蔓延，罗马战舰自然是一片混乱，还有一种更大的声响，盖过风和熊熊火焰发出的声音，那是士兵和水手一起在用他们的长杆推开火船和自己的船，但是所有的船都挤在一起烧毁了。汪达尔人及时赶到，他们撞沉战船，把试图逃走的士兵连同他们的武器都作为战利品带走。——普罗柯比，《战争史》（希臘語：Ὑπὲρ τῶν Πολέμων Λόγοι）
普罗柯比还记载，罗马舰队的失败要归咎于巴西利斯库斯的背叛：他收了盖萨里克一大笔钱，同意休战五天，唯一的目的就是等待风向转变为适合火船航行。不过现代历史学家并不认可这种记载。

## 后果

### 东罗马
东罗马为此次远征支出了10.3万磅黄金，此次失败让东部的国库为之空虚，愤怒的东部皇帝利奥和君士坦丁堡市民想要处决统帅巴西利斯库斯，而巴西利斯库斯逃进了旧圣索菲亚大教堂寻求庇护，最终在皇后的求情下改为被流放。

### 西罗马
此次大败沉重打击了西罗马政权，原本表示臣服的西哥特人闻讯，在国王尤里克带领下再次反叛，进攻罗马高卢的其他地区。高卢罗马贵族的忠诚也发生了动摇，西罗马高卢大区的司政官阿尔万杜斯写信给西哥特国王尤里克，劝他不要与安特米乌斯议和，似乎与安特米乌斯相比，他更愿意让西哥特国王或勃艮第国王来统治。罗马的地主阶层似乎随时不再准备效忠帝国，而是依附于占领领土的强大蛮族。
劝阻他不要和“希腊皇帝”（安特米乌斯）议和，坚称应该攻打居住在卢瓦尔河北岸的布列塔尼人，还声称高卢的行省应该根据国家法律和勃艮第人分享，还有一大堆类似的混话，会让一位好战的国王愤怒，和平的国王蒙羞。——希多尼乌斯·阿波利纳里斯，对阿尔万杜斯给西哥特国王的信的描述
由于未能收复北非的赋税重地，西罗马的财政日渐入不敷出，无力维持其军队。彼得·希瑟认为，这次失败导致了西罗马帝国的灭亡。